# Відріг Женева

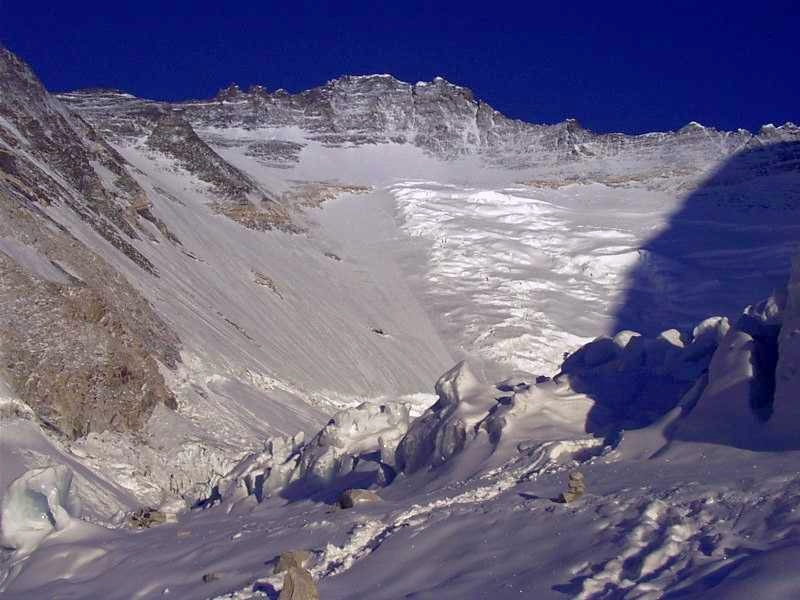
Краєвид Лхоцзе. Відріг Женева на лівому краю

Відрі́г Жене́ва (англ. Geneva Spur, фр. Eperon des Genevois) — геологічний утвір на горі Джомолунгма, великий скельний виступ недалеко від вершин Джомолунгми і Лхоцзе}. Висота над рівнем моря становить від 7620 до 7920 м. На південному маршруті сходжень на Джомолунгму цей відріг розташовується вище за Табір III і Жовту Кромку (англ. Yellow Band), але ще до Табору IV і Південного Сідла. Таку назву відрогу дала Швейцарська експедиція на Джомолунгму 1952 року. Саме через Відріг Женева пролягає стежка на Південне Сідло, і сходжувачі на вершини обох гір — і Джомолунгми, і Лхоцзе — зазвичай проходять тут. А в 1956 р. Швейцарська експедиція на Джомолунгму і Лхоцзе (англ. Swiss Everest-Lhotse Expedition) на цьому відрозі стала своїм найвисокогірнішим табором, з якого Фріц Люхсінгер (Fritz Luchsinger) і Ернст Райсс піднялися на вершину Лхоцзе 18 травня 1956 р.; це стало першим відомим сходженням на цю гору.
З Відрогу Женева добре видно вершини Джомолунгми і Лхоцзе, а також Південне Сідло. Сходжувачі на Лхоцзе зазвичай прямують звідси на південний схід, в кулуар, по якому піднімаються до вершини.

## Ресурси Інтернету
- _ simon _ arnsby.jpg Фотографія Відрогу Женева[недоступне посилання з червня 2019] з фотогалереї південної сторони Джомолунгми [Архівовано 16 лютого 2016 у Wayback Machine.](англ.)
- Лхоцзе, вид з Відрогу Женева (фото) [Архівовано 2 грудня 2015 у Wayback Machine.]
- Альпіністи на Відрогу Женева (фото) [Архівовано 10 грудня 2015 у Wayback Machine.]
- Сходження від Табору III до Табору IV (щоденник експедиції з фотографіями) [Архівовано 4 березня 2016 у Wayback Machine.](англ.)